# Ian Wynne
Ian Wynne (Tonbridge, 30 novembre 1973) è un canoista britannico.
Ha vinto una medaglia di bronzo alle Olimpiadi di Atene 2004 nel K1 500 m.

## Palmarès
- Olimpiadi

Atene 2004: bronzo nel K1 500 m.
- Campionati europei di canoa/kayak sprint

Poznań 2004: argento nel K1 500m e bronzo nel K2 1000m.